# 't Is weer voorbij die mooie zomer (single)
 't Is weer voorbij die mooie zomer is een hitsingle van de Nederlandse zanger Gerard Cox uit 1973. 
Het lied is gemaakt op de melodie van City of New Orleans, een nummer van de Amerikaan Steve Goodman uit 1971 (in 1972 een hit voor Arlo Guthrie en in 1984 een hit voor Willie Nelson). Cox baseerde zich echter op de versie van de Frans-Amerikaanse zanger Joe Dassin (Salut les amoureux), een lied dat hij in een discotheek had gehoord. Hij schreef er in Compiègne in luttele uren de Nederlandse tekst bij.

## Hitnoteringen
De single werd in Nederland toen hij uitkwam een grote hit. Het nummer werd veel gedraaid op Radio Veronica, Radio Noordzee Internationaal, Mi Amigo, Radio Caroline en de publieke popzender Hilversum 3. De single stond wekenlang op nummer 1 in de Veronica Top 40 en Daverende Dertig. In laatstgenoemde publieke hitlijst stond hij in november 1973 3 weken op nummer 1, zakte het naar de 2e plaats en kwam hij na 3 weken terug op de eerste plaat,s waar hij nog 5 weken bleef staan.
In België bereikte de plaat de 2e positie in zowel de Vlaamse Ultratop 50 als de Vlaamse Radio 2 Top 30.
Ook in de beginjaren van de  NPO Radio 2 Top 2000, die sinds 1999 aand het eind van elk jaar wordt uitgezonden door de Nederlandse publieke radiozender NPO Radio 2, stond Cox met deze plaat regelmatig genoteerd. In 1973/1974 werden er van de single 155.000 exemplaren verkocht.

## Achtergronden
Het nummer is nostalgisch van aard. CBS wilde het nummer liever niet opnemen; het paste niet bij de reputatie van Cox. Cox bleef praten met het platenlabel (zijn vorige lp had zo’n succes gehad) en die ging na lange tijd om. Voorwaarde was wel dat het allemaal zo goedkoop mogelijk moest. Er kwam geen orkest; de begeleiding is zo simpel mogelijk gehouden. In eerste instantie mocht er ook geen gekleurde hoes komen. Door het praten van Cox begon echter ook de airplay wat op te leveren en het nummer steeg de hitparades in. Pas na tien weken notering kon het beslag leggen op de nummer-1 positie in de Nederlandse Top 40; wekenlang dwars gezeten door Schönes Mädchen aus Arcadia van Demis Roussos. 't is weer voorbij werd een van de best verkochte Nederlandstalige singles van de jaren zeventig. Uiteindelijk werden er meer dan 200.000 exemplaren verkocht.
Traditioneel wordt deze plaat eind augustus veel op de radio gedraaid, met name in jaren dat het ook echt een mooie zomer is geweest.
De B-kant Zullen we ritselen? is geschreven door Rogier van Otterloo en Cox zelf. Het is een parafrase op wat toen in de mode kwam, ritsen bij het invoegen. In tegenstelling tot de bekende A-kant stond Zullen we ritselen op de elpee Vrijblijvend. 

## Vernoemingen
't Is weer voorbij die mooie zomer werd ook de titel van een verzamelalbum van Cox uit 1988.

## Covers en parodieën
- Reeds in november 1973 nam Cox zelf voor het radiocabaret Cursief de versie 't Is weer voorbij die mooie winter op, verwijzend naar de oliecrisis van dat jaar.[2]
- In 1975 nam Rudi Carrell het nummer op als Wann wird es wieder richtig Sommer?.
- In 1977 nam Yehoram Gaon het nummer op als Shalom Lach, Eretz Nehederet(שלום לך ארץ נהדרת)[3]
- In 1986 werd het nummer  geparodieerd door Farce Majeure als 't Is weer voorbij die mooie winter.
- In 2008 nam Sheygets het nummer  op als Sjalom Lach, Erets Nehederet.
- In 2009 werd Cox' hit gebruikt in de 4e aflevering van de KRO-serie Toen was geluk heel gewoon, waarin Cox het personage Jaap Kooiman speelt.
- In 2010 maakte de Vlaamse zangeres Dana Winner een eigen cover van het nummer, met een deels aangepaste tekst.[4]
- In 2012 werd het nummer  geparodieerd door Wilfred Genee en Johan Derksen als "Nederland is helemaal oranje".
- Op 13 januari 2019 werd Cox' hit gecoverd in de 1ste aflevering van de Ketnet-serie #likeme.
- In het najaar van 2019 bracht Dries Roelvink zijn eigen cover van het nummer uit.
- In het najaar van 2020 bracht duo Harten 10 het nummer ook uit als single.
- In de eerste serie van Even tot hier  in 2019 zong Cox een pastiche op 't Is weer voorbij die mooie zomer onder de titel 't Is niks voor mij die Ga-me of Thro-nes. In de negende serie (2023) deed hij dit opnieuw, nu met als titel Ik flits weer voorbij dankzij die motor, waarmee het gebruik van e-bikes door bejaarden op de hak werd genomen.

## Hitnoteringen

### Nederlandse Top 40
| 't Is weer voorbij die mooie zomer in de Nederlandse Top 40 binnen: 13-10-1973 | 't Is weer voorbij die mooie zomer in de Nederlandse Top 40 binnen: 13-10-1973 | 't Is weer voorbij die mooie zomer in de Nederlandse Top 40 binnen: 13-10-1973 | 't Is weer voorbij die mooie zomer in de Nederlandse Top 40 binnen: 13-10-1973 | 't Is weer voorbij die mooie zomer in de Nederlandse Top 40 binnen: 13-10-1973 | 't Is weer voorbij die mooie zomer in de Nederlandse Top 40 binnen: 13-10-1973 | 't Is weer voorbij die mooie zomer in de Nederlandse Top 40 binnen: 13-10-1973 | 't Is weer voorbij die mooie zomer in de Nederlandse Top 40 binnen: 13-10-1973 | 't Is weer voorbij die mooie zomer in de Nederlandse Top 40 binnen: 13-10-1973 | 't Is weer voorbij die mooie zomer in de Nederlandse Top 40 binnen: 13-10-1973 | 't Is weer voorbij die mooie zomer in de Nederlandse Top 40 binnen: 13-10-1973 | 't Is weer voorbij die mooie zomer in de Nederlandse Top 40 binnen: 13-10-1973 | 't Is weer voorbij die mooie zomer in de Nederlandse Top 40 binnen: 13-10-1973 | 't Is weer voorbij die mooie zomer in de Nederlandse Top 40 binnen: 13-10-1973 | 't Is weer voorbij die mooie zomer in de Nederlandse Top 40 binnen: 13-10-1973 | 't Is weer voorbij die mooie zomer in de Nederlandse Top 40 binnen: 13-10-1973 | 't Is weer voorbij die mooie zomer in de Nederlandse Top 40 binnen: 13-10-1973 | 't Is weer voorbij die mooie zomer in de Nederlandse Top 40 binnen: 13-10-1973 | 't Is weer voorbij die mooie zomer in de Nederlandse Top 40 binnen: 13-10-1973 | 't Is weer voorbij die mooie zomer in de Nederlandse Top 40 binnen: 13-10-1973 |
| Week                                                                           | 1                                                                              | 2                                                                              | 3                                                                              | 4                                                                              | 5                                                                              | 6                                                                              | 7                                                                              | 8                                                                              | 9                                                                              | 10                                                                             | 11                                                                             | 12                                                                             | 13                                                                             | 14                                                                             | 15                                                                             | 16                                                                             | 17                                                                             | 18                                                                             |                                                                                |
| ------------------------------------------------------------------------------ | ------------------------------------------------------------------------------ | ------------------------------------------------------------------------------ | ------------------------------------------------------------------------------ | ------------------------------------------------------------------------------ | ------------------------------------------------------------------------------ | ------------------------------------------------------------------------------ | ------------------------------------------------------------------------------ | ------------------------------------------------------------------------------ | ------------------------------------------------------------------------------ | ------------------------------------------------------------------------------ | ------------------------------------------------------------------------------ | ------------------------------------------------------------------------------ | ------------------------------------------------------------------------------ | ------------------------------------------------------------------------------ | ------------------------------------------------------------------------------ | ------------------------------------------------------------------------------ | ------------------------------------------------------------------------------ | ------------------------------------------------------------------------------ | ------------------------------------------------------------------------------ |
| Nummer                                                                         | 14                                                                             | 4                                                                              | 2                                                                              | 2                                                                              | 2                                                                              | 2                                                                              | 3                                                                              | 3                                                                              | 2                                                                              | 1                                                                              | 1                                                                              | 1                                                                              | 1                                                                              | 1                                                                              | 3                                                                              | 10                                                                             | 29                                                                             | 34                                                                             | uit                                                                            |

### Daverende 30
| 't Is weer voorbij die mooie zomer in de Daverende 30 binnen: 13-10-1973 | 't Is weer voorbij die mooie zomer in de Daverende 30 binnen: 13-10-1973 | 't Is weer voorbij die mooie zomer in de Daverende 30 binnen: 13-10-1973 | 't Is weer voorbij die mooie zomer in de Daverende 30 binnen: 13-10-1973 | 't Is weer voorbij die mooie zomer in de Daverende 30 binnen: 13-10-1973 | 't Is weer voorbij die mooie zomer in de Daverende 30 binnen: 13-10-1973 | 't Is weer voorbij die mooie zomer in de Daverende 30 binnen: 13-10-1973 | 't Is weer voorbij die mooie zomer in de Daverende 30 binnen: 13-10-1973 | 't Is weer voorbij die mooie zomer in de Daverende 30 binnen: 13-10-1973 | 't Is weer voorbij die mooie zomer in de Daverende 30 binnen: 13-10-1973 | 't Is weer voorbij die mooie zomer in de Daverende 30 binnen: 13-10-1973 | 't Is weer voorbij die mooie zomer in de Daverende 30 binnen: 13-10-1973 | 't Is weer voorbij die mooie zomer in de Daverende 30 binnen: 13-10-1973 | 't Is weer voorbij die mooie zomer in de Daverende 30 binnen: 13-10-1973 | 't Is weer voorbij die mooie zomer in de Daverende 30 binnen: 13-10-1973 | 't Is weer voorbij die mooie zomer in de Daverende 30 binnen: 13-10-1973 | 't Is weer voorbij die mooie zomer in de Daverende 30 binnen: 13-10-1973 | 't Is weer voorbij die mooie zomer in de Daverende 30 binnen: 13-10-1973 |
| Week                                                                     | 1                                                                        | 2                                                                        | 3                                                                        | 4                                                                        | 5                                                                        | 6                                                                        | 7                                                                        | 8                                                                        | 9                                                                        | 10                                                                       | 11                                                                       | 12                                                                       | 13                                                                       | 14                                                                       | 15                                                                       | 16                                                                       |                                                                          |
| ------------------------------------------------------------------------ | ------------------------------------------------------------------------ | ------------------------------------------------------------------------ | ------------------------------------------------------------------------ | ------------------------------------------------------------------------ | ------------------------------------------------------------------------ | ------------------------------------------------------------------------ | ------------------------------------------------------------------------ | ------------------------------------------------------------------------ | ------------------------------------------------------------------------ | ------------------------------------------------------------------------ | ------------------------------------------------------------------------ | ------------------------------------------------------------------------ | ------------------------------------------------------------------------ | ------------------------------------------------------------------------ | ------------------------------------------------------------------------ | ------------------------------------------------------------------------ | ------------------------------------------------------------------------ |
| Nummer                                                                   | 14                                                                       | 6                                                                        | 2                                                                        | 1                                                                        | 1                                                                        | 1                                                                        | 3                                                                        | 3                                                                        | 2                                                                        | 1                                                                        | 1                                                                        | 1                                                                        | 1                                                                        | 3                                                                        | 11                                                                       | 19                                                                       | uit                                                                      |

### Vlaamse Radio 2 Top 30
| Hitnotering: 17-11-1973 t/m 1-3-1974 | Hitnotering: 17-11-1973 t/m 1-3-1974 | Hitnotering: 17-11-1973 t/m 1-3-1974 | Hitnotering: 17-11-1973 t/m 1-3-1974 | Hitnotering: 17-11-1973 t/m 1-3-1974 | Hitnotering: 17-11-1973 t/m 1-3-1974 | Hitnotering: 17-11-1973 t/m 1-3-1974 | Hitnotering: 17-11-1973 t/m 1-3-1974 | Hitnotering: 17-11-1973 t/m 1-3-1974 | Hitnotering: 17-11-1973 t/m 1-3-1974 | Hitnotering: 17-11-1973 t/m 1-3-1974 | Hitnotering: 17-11-1973 t/m 1-3-1974 | Hitnotering: 17-11-1973 t/m 1-3-1974 | Hitnotering: 17-11-1973 t/m 1-3-1974 | Hitnotering: 17-11-1973 t/m 1-3-1974 | Hitnotering: 17-11-1973 t/m 1-3-1974 | Hitnotering: 17-11-1973 t/m 1-3-1974 |
| Week:                                | 1                                    | 2                                    | 3                                    | 4                                    | 5                                    | 6                                    | 7                                    | 8                                    | 9                                    | 10                                   | 11                                   | 12                                   | 13                                   | 14                                   | 15                                   |                                      |
| ------------------------------------ | ------------------------------------ | ------------------------------------ | ------------------------------------ | ------------------------------------ | ------------------------------------ | ------------------------------------ | ------------------------------------ | ------------------------------------ | ------------------------------------ | ------------------------------------ | ------------------------------------ | ------------------------------------ | ------------------------------------ | ------------------------------------ | ------------------------------------ | ------------------------------------ |
| Positie:                             | 18                                   | 12                                   | 10                                   | 2                                    | 3                                    | 4                                    | 5                                    | 4                                    | 6                                    | 5                                    | 4                                    | 5                                    | 6                                    | 15                                   | 23                                   | uit                                  |

### NPO Radio 2 Top 2000
| Nummer met noteringen in de NPO Radio 2 Top 2000 | '99  | '00  | '01 | '02  | '03  | '04  | '05  | '06  | '07  | '08  | '09  | '10  | '11 | '12 |
| ------------------------------------------------ | ---- | ---- | --- | ---- | ---- | ---- | ---- | ---- | ---- | ---- | ---- | ---- | --- | --- |
| 't Is weer voorbij die mooie zomer               | 1094 | 1148 | -   | 1610 | 1283 | 1479 | 1425 | 1263 | 1570 | 1418 | 1642 | 1734 | -   | 813 |

1. ↑  Een '-' betekent dat het nummer niet was genoteerd en een vetgedrukt getal geeft de hoogste notering aan.
2. ↑  Deze tabel is bijgewerkt tot en met de meest recente editie (2024).

### Evergreen Top 1000
| Evergreen Top 1000 | Evergreen Top 1000 | Evergreen Top 1000 | Evergreen Top 1000 | Evergreen Top 1000 | Evergreen Top 1000 | Evergreen Top 1000 | Evergreen Top 1000 | Evergreen Top 1000 | Evergreen Top 1000 | Evergreen Top 1000 | Evergreen Top 1000 | Evergreen Top 1000 | Evergreen Top 1000 | Evergreen Top 1000 | Evergreen Top 1000 |
| Jaar               | 2008               | 2009               | 2010               | 2011               | 2012               | 2013               | 2014               | 2015               | 2016               | 2017               | 2018               | 2019               | 2020               | 2021               | 2022               |
| ------------------ | ------------------ | ------------------ | ------------------ | ------------------ | ------------------ | ------------------ | ------------------ | ------------------ | ------------------ | ------------------ | ------------------ | ------------------ | ------------------ | ------------------ | ------------------ |
| Positie            | 143                | 466                | 259                | 258                | 276                | 326                | 302                | 281                | 226                | 492                | 591                | 459                | 348                | 681                | 426                |